# The Independent (Gambia)
The Independent (deutsch Die Unabhängige) war eine gambische Tageszeitung. Das Büro des Verlages lag in Serekunda-Kanifing. Zuletzt wurde zweiwöchentlich eine Ausgabe gedruckt.

## Geschichte
Der unabhängige Zeitungsverlag 25 freiberuflichen Journalisten wurde im Juli 1999 mit gegründet. Die Presse in Gambia wird aber von der Regierung von Staatspräsident Yahya Jammeh gegängelt, davon blieb auch The Independent nicht verschont und erreichte 2003 seinen Höhepunkt.
Schon einen Monat nach Gründung wurden die Büroräume des Zeitungsverlag durch die National Intelligence Agency (NIA) durchsucht. Es erfolgten die Festnahmen und Inhaftierungen mehrerer Journalisten.
Nach der Veröffentlichung eines Artikels im Juli 2000, der über einen Hungerstreik im Zentralgefängnis Mile 2 berichtet, wurde Alagi Yorro Jallow, Herausgeber und Mitbegründer der Zeitung, von NIA verhaftet. Jallow wurde in Folge darauf mehrmals verhaftet und schikaniert.
Am 17. Oktober 2003 kurz nach Mitternacht hatten drei unbekannte Männer einen Wachmann einer Sicherheitsagentur überwältigt und verletzt. Er konnte anschließend mittels seines Handys Hilfe holen und wurde durch einen anderen Wachmann ersetzt. Kurz darauf wurde dieser durch den Vorwand Polizisten zu sein durch vier unbekannte Männer zur nächsten Polizeistation in einem grünen Lieferwagen gebracht. Diese fuhren dann aber schnell fort, nachdem sie den Wachmann ausstiegen ließen. In der Zwischenzeit wurde das Verlagshaus in Brand gesteckt und die alarmierte Feuerwehr konnte viel retten. Die Büros blieben unbeschädigt, aber die gesamte technische Ausrüstung für den Druck war vernichtet.
Dieser Vorfall ereignete sich einen Monat später als Abdoulie Sey, Chefredakteur des Independent, von der NIA für drei Tage festgehalten und verhört wurde. Drei Tage bestritt die NIA, dass sie Sey festgesetzt hatten, bis sie ihn am vierten Tage frei ließen. Sey beschrieb, dass bei seiner Abholung ein Wagen benutzt wurde ähnlich dem, der bei dem Brandanschlag gesehen wurde. Sey wurde in der Vergangenheit am Telefon von anonymen Anrufern mit dem Tode bedroht und wurde von Soldaten überraschend in den Redaktionsräumen aufgesucht.
Am 6. Mai 2005 wurde der Druck eingestellt, nachdem das Arrangement mit dem privaten, aber regierungsfreundlichen Zeitungsverlag The Daily Observer unerwartet eingestellt wurde. Herausgeber Musa Saidykhan sah sich nach einer anderen Möglichkeit des Druckes um, aber andere Verleger lehnten ab einen Vertrag einzugehen.